# I casi di stupro seriale negli Stati di Washingon e Colorado
Tra il 2008 e il 2011, una serie di stupri nei sobborghi di Seattle e Denver sono stati perpetrati da Marc Patrick O'Leary, un veterano dell'esercito statunitense che era stato precedentemente in una base militare vicino a Tacoma.

## Storia
La polizia non credette alla prima vittima, una donna di 18 anni conosciuta come Marie Adler, che riferì di essere stata violentata a casa sua a Lynnwood nello stato di Washington. La mancanza di prove schiaccianti portò i detective a credere che la ragazza si fosse inventata la storia dello stupro e nessuno le credette, spingedo la ragazza a ritrattare la sua denuncia, dichiarando di essersi inventata la storia, e venendo di conseguenza accusata dalla polizia di falsa denuncia. O'Leary però commise altri stupri, uno nello Stato di Washington e quattro in Colorado.

## Processo
O'Leary venne arrestato a Lakewood, in Colorado, nel febbraio 2011, dopo 40 giorni di indagini da parte di un team di investigatori che collaborava in diversi dipartimenti. Gli investigatori hanno indagato le analogie nei metodi usati dallo stupratore in ogni atto di violenza, insieme alle foto trovate sul computer che O'Leary scattava alle vittime dopo averle stuprate, per collegarlo ai cinque abusi commessi in entrambi gli stati. Si è dichiarato colpevole di numerosi atti di stupro ed è stato condannato al massimo della pena dal giudice: 327 anni e mezzo di prigione in Colorado e un totale di 68 anni e mezzo nello stato di Washington.

## Conseguenze
Tra il 2008 e il 2012, la polizia di Lynnwood ha etichettato il 21% dei casi di stupro come "infondati", cinque volte la media nazionale per comuni di dimensioni simili. Grazie a una revisione esterna del caso di Marie da parte dello sceriffo della contea di Snohomish, si scoprì che era stata "costretta ad ammettere di aver mentito" e che la polizia aveva ignorato importanti prove del crimine per concentrarsi su delle "incoerenze minori". Di conseguenza, la polizia di Lynnwood da allora ha adottato nuovi metodi di addestramento per indagare sui casi di aggressioni sessuali, e per mettere in discussione la veridicità della presunta vittima deve avere in mano una prova definitiva che sostenga che stia mentendo.

## Nella cultura di massa

### Narrativa
I due autori hanno ricevuto il premio Pulitzer per il miglior giornalismo investigativo  per un "Sorprendente esame ed esposizione delle incapaci incombenze delle forze dell'ordine di indagare adeguatamente sulle denunce di stupro e di comprendere gli effetti traumatici sulle vittime di stupro."

### Programmi radiofonici
- This American Life (programma radiofonico statunitense), narrato in parte da Ken Armstrong (1 episodio).[11]

### Televisione
- Unbelievable, miniserie televisiva di Netflix (2019).[12][13]